# Misión sui iuris de las Islas Turcas y Caicos
La misión sui iuris de las Islas Turcas y Caicos (en latín: Missio sui iuris Turcensium et Caicensium y en inglés: Mission sui iuris of the Turks and Caicos Islands) es una circunscripción eclesiástica de la Iglesia católica en las Islas Turcas y Caicos. Se trata de una misión sui iuris latina, inmediatamente sujeta a la Santa Sede y agregada a la provincia eclesiástica de la arquidiócesis de Nasáu. Desde el 7 de noviembre de 2016 su superior es el arzobispo cardenal Joseph William Tobin, de la Congregación del Santísimo Redentor.

## Territorio y organización
La misión sui iuris tiene 500 km² y extiende su jurisdicción sobre los fieles católicos de rito latino residentes en las Islas Turcas y Caicos, un territorio de ultramar del Reino Unido.
La sede de la misión sui iuris se encuentra en la ciudad de la Cockburn Town, en la isla Gran Turca. La misión sui iuris está encomendada al cuidado pastoral de la arquidiócesis de Newark en Estados Unidos, cuyo arzobispo es el superior eclesiástico de la misión.
En 2022 en la misión sui iuris existían 2 parroquias: Nuestra Señora de la Divina Providencia, en la isla Providenciales; y Santa Cruz, en Cockburn Town. Existe también la capilla de Santa Lucía, en la isla Caicos del Sur. En Providenciales se encuentra además la Holy Family Academy.

## Historia
La misión sui iuris fue erigida el 10 de junio de 1984 desmembrando territorio de la arquidiócesis de Nasáu, cuyo arzobispo fue superior de la misión hasta el 17 de octubre de 1998. Desde esta fecha la misión ha sido encomendada al cuidado pastoral de la arquidiócesis de Newark.

## Estadísticas
Según el Anuario Pontificio 2023 la misión sui iuris tenía a fines de 2022 un total de 5200 fieles bautizados.
| Año                                                                             | Población            | Población | Población      | Sacerdotes | Sacerdotes    | Sacerdotes    | Bautizados por sacerdote | Diáconos permanentes | Religiosos | Religiosos | Parroquias |
| Año                                                                             | Bautizados católicos | Total     | % de católicos | Total      | Clero secular | Clero regular | Bautizados por sacerdote | Diáconos permanentes | Varones    | Mujeres    | Parroquias |
| ------------------------------------------------------------------------------- | -------------------- | --------- | -------------- | ---------- | ------------- | ------------- | ------------------------ | -------------------- | ---------- | ---------- | ---------- |
| 1990                                                                            | 2000                 | 14 000    | 14.3           | 2          | 2             |               | 338                      |                      | 1          |            | 1          |
| 1999                                                                            | 676                  | 15 000    | 4.5            | 1          |               | 1             | 2000                     |                      |            |            | 2          |
| 2000                                                                            | 5000                 | 20 000    | 25.0           | 3          |               | 3             | 1666                     |                      |            |            | 2          |
| 2001                                                                            | 6000                 | 20 000    | 30.0           | 3          |               | 3             | 2000                     |                      |            |            | 2          |
| 2002                                                                            | 6000                 | 20 000    | 30.0           | 3          |               | 3             | 2000                     |                      |            |            | 2          |
| 2003                                                                            | 6000                 | 20 000    | 30.0           | 3          |               | 3             | 2000                     |                      |            |            | 2          |
| 2004                                                                            | 6000                 | 20 000    | 30.0           | 3          |               | 3             | 2000                     |                      |            |            | 2          |
| 2007                                                                            | 8000                 | 30 000    | 26.6           | 4          | 4             |               | 2000                     |                      |            |            | 2          |
| 2010                                                                            | 10 500               | 37 000    | 28.4           | 5          | 5             |               | 2100                     |                      |            |            | 2          |
| 2014                                                                            | 12 000               | 40 000    | 30.0           | 5          | 5             |               | 2400                     |                      |            |            | 2          |
| 2017                                                                            | 10 000               | 45 000    | 22.2           | 4          | 4             |               | 2500                     |                      |            |            | 2          |
| 2020                                                                            | 5400                 | 54 000    | 10.0           | 3          | 3             |               | 1800                     |                      |            |            | 2          |
| 2022                                                                            | 5200                 | 54 000    | 9.6            | 3          | 3             |               | 1733                     |                      |            |            | 2          |
| Fuente: Catholic-Hierarchy, que a su vez toma los datos del Anuario Pontificio. |                      |           |                |            |               |               |                          |                      |            |            |            |

## Episcopologio

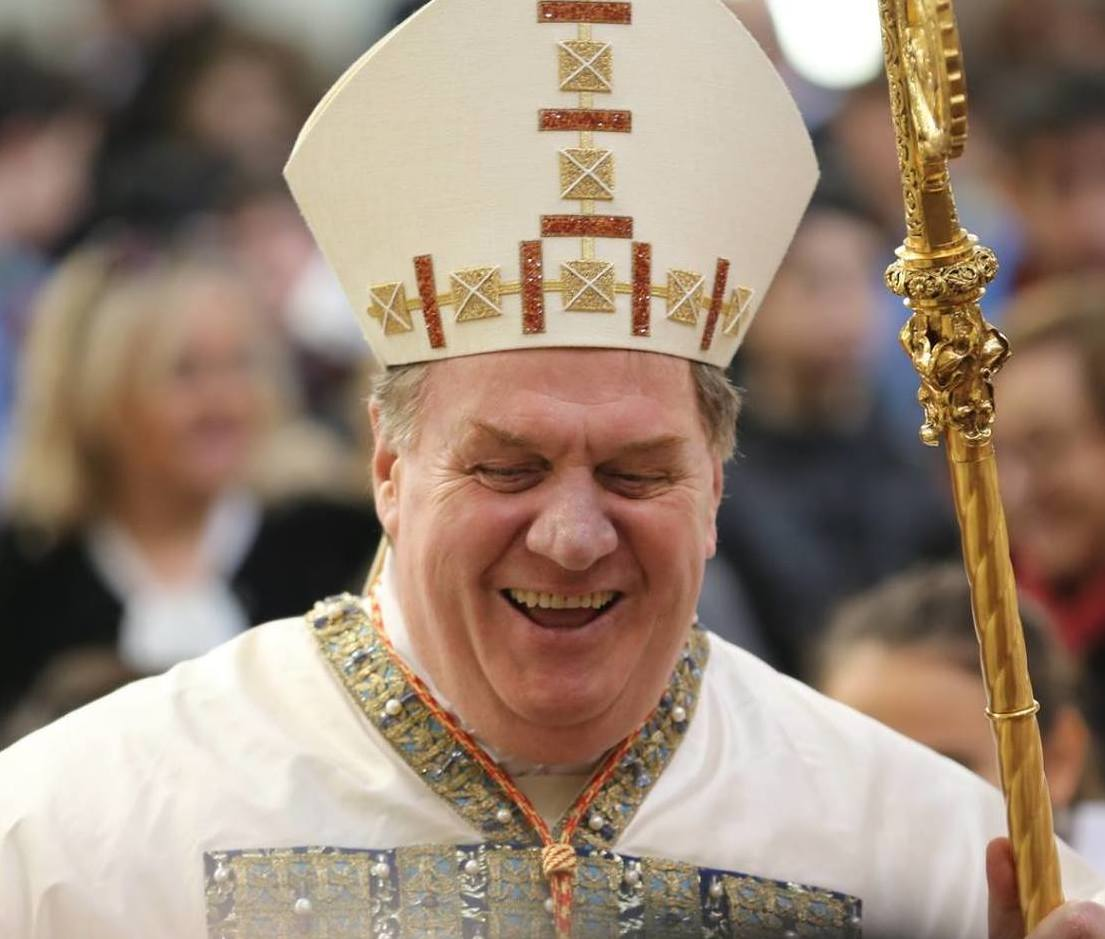
Cardenal Joseph William Tobin, superior eclesiástico de las Islas Turcas y Caicos desde 2016

- Lawrence Aloysius Burke, S.I. † (10 de junio de 1984-17 de octubre de 1998 renunció)
- Theodore Edgar McCarrick † (17 de octubre de 1998-21 de noviembre de 2000 nombrado arzobispo de Washington)
- John Joseph Myers † (9 de octubre de 2001-7 de noviembre de 2016 retirado)
- Joseph William Tobin, C.SS.R., desde el 7 de noviembre de 2016